# جفاف الجلد التصبغي

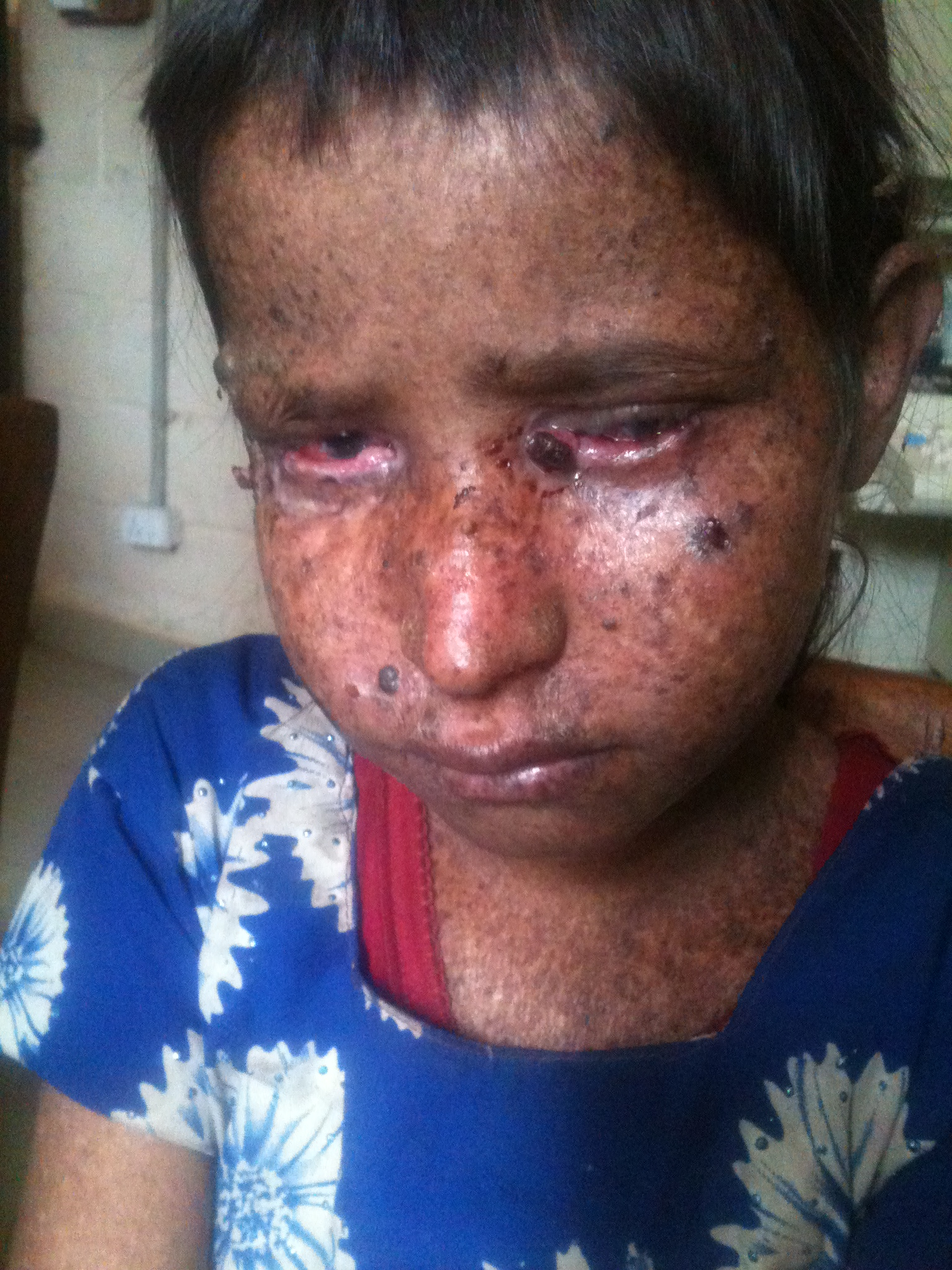
طفلة تعاني من مرض جفاف الجلد المصطبغ في منطقة ركم في نيبال

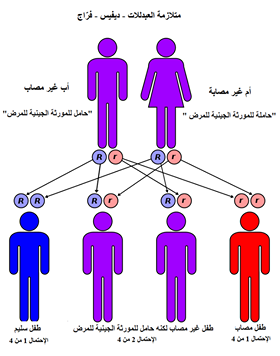
مرض جفاف الجلد المصطبغ له نمط وراثة متنحي من كرموسوم جسمي.

مرض جفاف الجلد المصطبغ أو زيروديرما (بالإنجليزية: Xeroderma pigmentosum)‏ أو مرض أطفال القمر هو مرض وراثي بالأساس تم اكتشافه لأول مرة سنة 1870 من طرف الدكتور موريتز كابوزيس Moritz Kaposi وهو ناتج من فقدان حمض نووي ريبوزي منقوص الأكسجين لخاصيته في معالجة الطفرات الناتجة من اختراق الأشعة فوق البنفسجية للجلد نظرا لغياب إنزيم DNA بوليميراز 1 و 3 ما يتسبب في احتراق الجلد وتقرّحه التام ومن ثمة الإصابة الحتمية بالسرطان.

## التشخيص
مرض وراثي نادر تم اكتشافه لأول مرة سنة 1870 من قِبل الدكتور Moritz Kaposi
يتميز المرض بحساسية جلد شديدة ضد أشعة الشمس، بالتهابات في العين وبخطر الإصابة بسرطان الجلد والعين مضاعف 1000 مرة
كل هذه الأعراض ناتجة عن فقدان DNA لخاصيته في معالجة الطفرات نظراً لغياب أنزيم DNA بوليميراز 1و 3
يعمل هذا الأنزيم على معالجة الطفرات الناتجة عن اختراق الأشعة فوق البنفسجية للجلد وغيابه يؤدي إلى كثرة الطفرات وفي النهاية الإصابة بسرطان الجلد
سبب تلك الطفرات تقوس جزيئي الثايمين المجاورين لبعضعما البعض بسبب تعرضهما للاشعة فوق البنفسجية والتي تصدر بشكل طبعي من الشمس فتعالج هذه الطفرات عن طريق انزيم DNA بوليميريز 1و3.
تختلف نسبة المصابين بهذا المرض حسب القارات، ففي أوروبا وأمريكا يوجد مولود واحد ضمن مليون شخص، فيما نجد في اليابان والبلدان المغربية وفي الشرق الأوسط، مولود مصاب ضمن 100.000 شخص
أما في فرنسا فإن عدد المصابين بهذا المرض يتراوح ما بين 30 و50 فرداً. أما في المغرب فإن التقديرات تشير إلى ما يقارب 300حالة وبلا شك فإن عدد المصابين عالميا قد يتراوح ما بين 3000 و4000 حالة، أكثرهم غير مكتشف نصف المصابين بالمرض يتميزون بالتهابات وأحمرار في الجلد عند تعرضهم لأشعة الشمس ومع التقدم في السن يتزايد سمك الجلد ويصبح جافاً وتتخلله بقع مختلفة الألوان تصاحب هذه التطورات التهابات بصرية من بينها الساد أو kératite ,cataracte، ترقق شديد في الجفون وفقدان الرموش ثلث الأشخاص المصابين يعانون من أمراض عصبية من بينها فقدان السمع و microcéphalie وغيرها
يصيب المرض الذكور والإناث في سن مبكرة من حياتهم ويؤدي إلى تقلص كبير في أمد الحياة لهذا فتقريبا كل الأشخاص المصابين هم أطفال.

## الأعراض
ينقسم مرض كزينودرما إلى نوعين تقليدي ومتنوع:
- الأول يظهر هذا النوع عند المصاب منذ الشهور الأولى للولادة متمثلاً في حساسية شديدة لأشعة الشمس مما ينتج عنه ظهور بقع حمراء على الوجه وفي العنق وتقرحات جلدية، الشيء الذي يؤدي إلى الإصابة بسرطان جلدي شديد الانتشار، إذ يرتفع معدل انتشاره إلى 4000 مرة بالمقارنة مع الشخص العادي.

وهو ما يعني اختصار أمل الحياة عند المصاب إلى ما بين 15 و20 سنة وحسب خطورة هذا النوع من كزينوديرما.
- الثاني يمثل هذا النوع ما بين 20 و25 % من المصابين . ويتميز هذا النوع بظهور علاماته الأولى في مرحلة متأخرة ما بين 15 و20 سنة.

ويكون انتشاره في جسم المصاب بطيئاً، مما يجعل أمل الحياة أطول لكن أقل من مدة حياة الشخص العادي بطبيعة الحال.
عند تعرض الأشخاص المصابون بهذا المرض لأشعة الشمس ولو لفترة وجيزة، يظهر على جلد المريض حروق شمس شديدة. وقد تبقى هذه الحروق ظاهرة على جلد المريض أكثر من المدة المتوقعة، ربما تستمر لعدة اسابيع. وتظهر هذه الحروق في حال تعرض الطفل للمرة الأولى لاشعة الشمس. وهو مؤشر لإصابة الطفل بهذا المرض. المصابون بهذا المرض ليسو عرضة لظهور حروق الشمس اسرع من غيرهم، لكن هذا المرض يكتشف عند بدء حدوث تغير غير عادي تدريجياً على الجلد مع الوقت.
معظم المصابون بهذا المرض يظهر عليهم النمش في سن مبكرة، ومع استمرار التعرض لأشعة الشمس فوق البنفسجية يظهر المزيد من التغيرات على الجلد كبقع داكنة غير عادية، ثم بداية جفاف مفرط وخشونة بالجلد، ومن ثم يصاب بسرطان الجلد. وبعد هذه التغيرات الجلدية يبدو المريض كالشخص المسن الذي أمضى سنوات طويلة تحت أشعة الشمس. هذه التغيرات غالباً ما تبدأ في سن الرضاعة، ودائماً قبل سن العشرين.
أعين المصاب بهذا المرض حساسة بشكل مؤلم لأشعة الشمس، محتقن بالدم، مما يسبب سرعة غضب المصاب. ومن الممكن حدوث أورام سرطانية وغير سرطانية.

## العلاج
لا يوجد لحد الآن علاج ناجح ضد المرض لكن تبقى الاحتياطات والتدابير اللازمة أفضل وأهم بالنسبة للمريض. وتتمثل هذه التدابير في عدم التعرض لأشعة الشمس أشعة UV سواء كانت طبيعية أو اصطناعية.
وهو ما يفرض على المصاب نمط عيش خاص وقاس، إلا أنه ضروري لتخفيف وثيرة تطور المرض بشكل سريع . كما يلزم المريض استعمال مراهم مركزة وحمل نظارات شمسية وأقنعة، وكذلك ملابس خاصة تصنعها وكالة الفضاء الأمريكية NASA .
أما فيما يخص البيت أو السيارة التي ينتقل فيها المريض فيجب وضع مصفات لأشعة UV على النوافذ. كما يجب قياس معدل هذه الأشعة المنبعثة من مصادر الضوء الطبيعية أو الاصطناعية في الفضاء الذي يتواجد فيه المريض .
وتبقى زيارة الطبيب المختص في الأمراض الجلدية ضرورية كل شهرين أو ثلاثة أشهر، ومعالجة أي مشكل صحي على الفور.

## روابط خارجية
معلومات
- GeneReviews/NCBI/NIH/UW entry on xeroderma pigmentosum
- An article about this disorder from DigiLander.iol.it (in English and Italian)
- Cancer.Net Xeroderma Pigmentosum
- جمعية طب الجلد في نيوزيلندا systemic/xeroderma-pigmentosum

مؤسسات خيرية
- XP Society
- XP Family Support Group
- UK Patient Support Group

أفلام قصيرة
- Sloan Science and Film / Short Films / XP by David Barba 10 minutes
- Web Site of a Short Film about an xeroderma pigmentosum (XP) Patient. Film is directed by Kimberly Williams-Paisley